# Villelongue-de-la-Salanque
Villalonga de la Salanca (Villelongue-de-la-Salanque en francés y oficialmente, Vilallonga de la Salanca en catalán) es una localidad y comuna francesa, situada en el departamento de Pirineos Orientales, región de Occitania, comarca histórica del Rosellón, en la Salanca. 
Sus habitantes reciben el gentilicio de villelonguets en francés o vilallonguet, vilallongueta en catalán.

## Demografía
| 1 540 | 1 642 | 2 027 | 2139 | 2461 |
| Para los censos de 1962 a 1999 la población legal corresponde a la población sin duplicidades (Fuente: INSEE [Consultar]) |       |       |      |      |